# Sallandsche Golfclub 'de Hoek'
De Sallandsche Golfclub 'de Hoek' heeft een golfbaan op de gronden van landgoed 'De Hoek'. Deze liggen aan de Golfweg en de Averlose Houtweg ten oosten van het dorp Diepenveen bij Deventer. De baan is sinds 1999 eigendom van de gelijknamige vereniging.

## Baan
Een 9-hole baan werd als zestiende golfbaan in Nederland in 1934 aangelegd door de Deventer industriëlen Ankersmit en Van der Lande op gronden die eigendom waren van Ankersmits Katoenfabrieken. Daarvoor was al enkele jaren geoefend op een veld bij het nabije dorp Schalkhaar. De baan was ontworpen door Frank Spalding, de pro van de Twentsche Golfclub. De opening werd op 8 september 1934 verricht door jhr. A.M. Snouck Hurgronje, voorzitter van het Nederlands Golf Comité. Het was de laatste golfbaan die werd aangelegd in Nederland voor het uitbreken van de Tweede Wereldoorlog.
In 1990 werd de baan uitgebreid tot 18 holes, op basis van tekeningen die Frank Pennink al in 1970 had gemaakt. Twaalf holes lopen door de bossen, de andere zes holes worden door bos omringd.
In 2009 werd het NK Matchplay op de Sallandsche gespeeld.  

### Baanrecords
Het baanrecord van de oude 9-holesbaan voor de professionals stond lange tijd op naam van Ruud Bos, totdat Wilfred Lemmens het met één slag verlaagde tot 65. Dit gebeurde tijdens de I.C.L. Trophee, een Pro-Am in het team waarin ook Jan Kruyt meespeelde, toentertijd voorzitter van de Sallandsche, later voorzitter van de NGF.
Na de uitbreiding van de baan werd het baanrecord in 1991 gevestigd door Wiljan van Mook met een score van 68; later heeft Ruben Wechgelaer het record verlaagd tot 67 en in 2013 won Daan Huizing de jaarlijkse Pro-Am met een ronde van 64. Het damesrecord staat sinds 2011 op naam van Karlijn Zaanen met een score van -4.

## Club
De club heeft in de eerste 75-jarig van haar bestaan meerdere bijdragen geleverd aan de Nederlandse golfwereld. Het lid Richard Rahusen was NGF voorzitter van 1975-1983 en daarnaast zeer actief bij de European Golf Association. Een ander lid, Henriette Boreel, werd het eerste vrouwelijke bestuurslid van de NGF, en voormalig voorzitter van de Sallandsche Jan Kruyt was voorzitter van de NGF van 1995-2001.

## Jeugd
De club kent een jeugdopleiding. Spelers als Myrte Eikenaar, Daan Huizing, Dewi-Claire Schreefel, Tim Sluiter, Jurrian van der Vaart, Floris en Wouter de Vries hebben les gehad van John Balvert, de A-professional die sinds 1984 aan de Sallandsche verbonden is. De jongens vormden in 2005 samen met Steven Sablerolle en Tijn Schulting het eerste team van de club en werden landskampioen.